# Evin Ahmad
Evin Ahmad (Stockholm, 8 juni 1990) is een Zweeds film- en theateractrice en auteur.

## Biografie
Evin Ahmad werd in 1990 geboren in Stockholm en groeide op in Akalla, Stockholm. Ahmad's ouders zijn Koerden. Haar vader is een acteur uit Suleimaniya, Irak en haar moeder komt uit Efrin, Syrië.
Ahmad's eerste belangrijke rol was als 16-jarige in de verfilming van Jonas Hassen Khemiris Ett öga rött, geregisseerd door Daniel Wallentin. Ahmad studeerde drama aan de Stockholms dramatiska högskola. Haar afstudeertoneelstuk was Bangaren dat later werd gespeeld in Unga Klara, Uppsala Stadsteater en het Stora Teatern in Göteborg. Ahmad vertolkte verschillende rollen in televisieseries waaronder twee seizoenen in 112 Aina, een komische serie op TV6. Sinds 2015 is Ahmad verbonden aan het Folkteatern in Göteborg waar ze in 2017 's avonds Hamlet speelde in chronografie van Örjan Andersson en overdag de opnames deed van de speelfilm Vilken jävla cirkus van Helena Bergström. Ahmad speelde de hoofdrol Mirja in de film Dröm vidare (2017). Voor deze rol werd ze genomineerd voor een Guldbagge voor beste vrouwelijke hoofdrol, won ze de prijs voor beste actrice op het Duhok International Film Festival in de Koerdische Autonome Regio en werd ze genomineerd voor de Rising Star Award 2017 op het filmfestival van Stockholm. Ahmad ontving in 2017 ook de Zweedse Medeapriset (podiumkunstenprijs) voor beste actrice.
Einde augustus 2017 verscheen Ahmads debuutroman En dag ska jag bygga ett slott av pengar (Op een dag zal ik een kasteel van geld bouwen).

### Privé
Ahmad heeft sinds 2015 een relatie met acteur Ardalan Esmaili. De twee verloofden zich in 2020. In mei 2024 kregen zij een zoon en in juni van dat jaar vond het huwelijk plaats.

## Filmografie
- 2017: Dröm vidare
- 2007: Ett öga rött
- 2010: Kommissarie Winter (tv-serie, 2 afleveringen)
- 2013 - 2015: 112 Aina (tv-serie, 18 afleveringen)
- 2014: Blå ögon (tv-serie, 3 afleveringen)
- 2015: I nöd eller lust
- 2017: Ingen så fin som du
- 2017: Vilken jävla cirkus
- 2019: Störst av allt (Quicksand) (tv-serie, 5 afleveringen)
- 2019: Vår tid är nu (The Restaurant) (tv-serie, 8 afleveringen)
- 2019: Ring mamma!
- 2020: Tsunami (miniserie)
- 2021-2022: Snabba Cash (tv-serie, 12 afleveringen)
- 2023: Who is Erin Carter? (miniserie, 7 afleveringen)
- 2025: Den of Thieves 2: Pantera

## Theater
- 2015: Revisorn? (Folkteatern, Göteborg)
- 2015: Drömmar (Folkteatern, Göteborg)
- 2016: Marie Antoinette (Folkteatern, Göteborg)
- 2016: Folkbokförarna (Folkteatern, Göteborg)
- 2016: De skyddsbehövande (Folkteatern, Göteborg)
- 2017: Hamlet (Folkteatern, Göteborg)

## Prijzen en nominaties
| Jaar | Prijs                           | Categorie     | Film          | Uitslag     |
| ---- | ------------------------------- | ------------- | ------------- | ----------- |
| 2017 | Mediapriset                     | Beste actrice | Beste actrice | Gewonnen    |
| 2018 | Guldbagge                       | Beste actrice | Dröm vidare   | Genomineerd |
| 2018 | Sten A Olssons kulturstipendium |               |               | Gewonnen    |